# Воксхол
 Тази статия е за лондонския квартал.  За автомобилната компания вижте Vauxhall Motors.  
Воксхол (на английски: Vauxhall, /ˈvɒks.ɔːl/, т.е. близо до Воксол) е квартал в южната част на Лондон, част от район (боро) Ламбет (London Borough of Lambeth). Смята се, че названието на квартала е дало основата на руската дума вокзал (гара).

## Произход на името
Прието е, че етимологията на името Vauxhall идва от някой си Falkes de Breauté, ръководител на наемни войници на крал Джон, който притежавал голяма къща в района. Къщата е наричана Faulke's Hall, по-късно – Foxhall, и накрая – Vauxhall. Районът става известен с това название, когато паркът около къщата, Vauxhall Pleasure Gardens („Градините (паркът) Воксхол“) били отворени за посещение. Първоначално повечето от посетителите идвали по реката, но тълпи от лондончани започват да посещават местността след построяването на Уестминстърския мост през 1740-те години.